# Bojarská duma

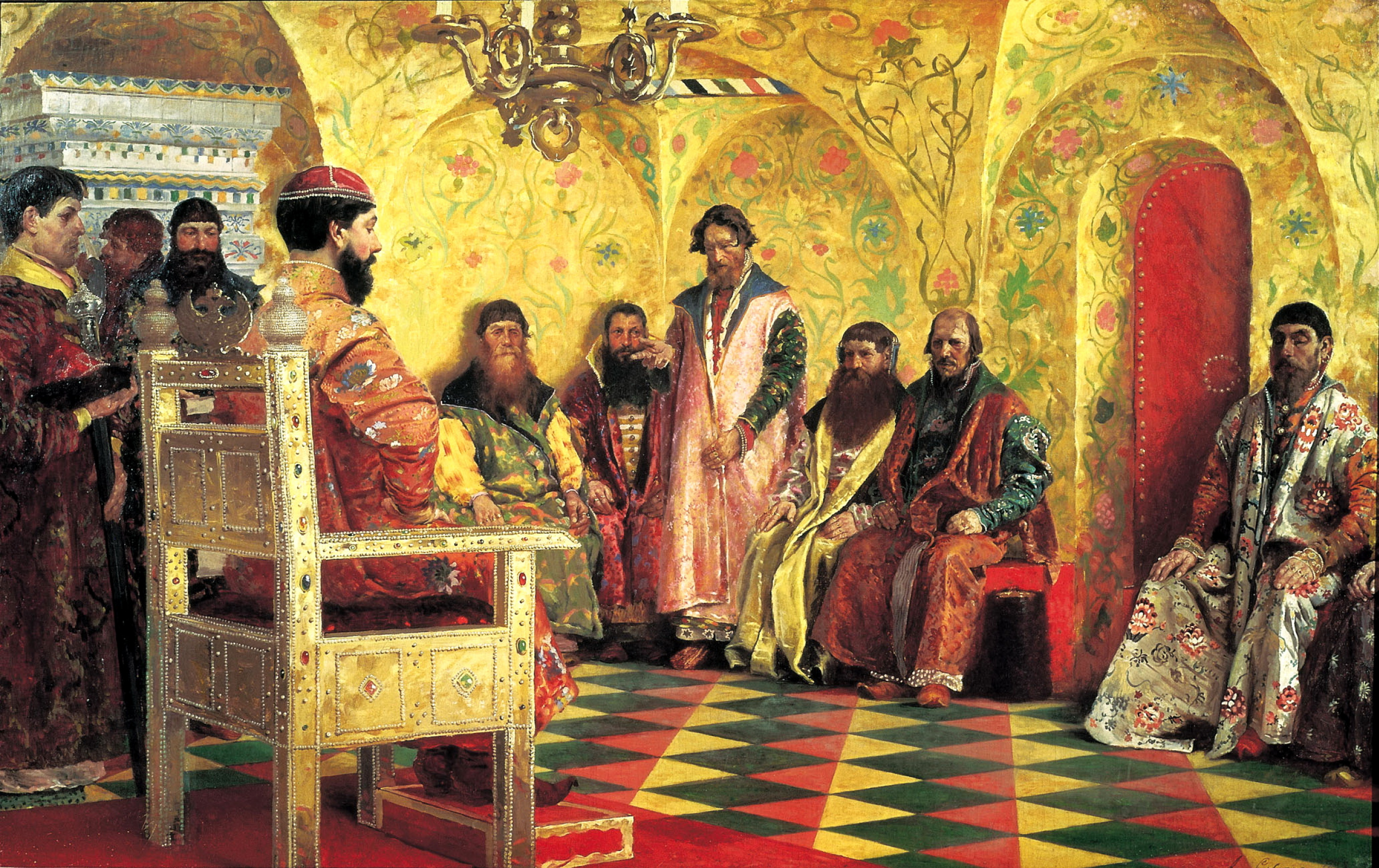
Car Michail Fjodorovič a bojaři

Bojarský sněm, či bojarská duma (rusky Боярская дума) byl nejvyšší vládní orgán ruského státu, složený ze zástupců feudální aristokracie. Byl pokračováním rozvinutého knížecího sněmu 10.–11. století v nových historických souvislostech ruského státu na konci 14. století. Bez dumy se neobešel žádný ruský panovník, včetně Ivana Hrozného.